# Club athlétique briviste
Pour les articles homonymes, voir Club athlétique Brive.
Le Club athlétique briviste, aussi appelé CAB omnisports, est un club omnisports français basé à Brive-la-Gaillarde. 

## Sections
- Athlétisme
- Natation
- Basket-ball
- Rugby à XV : voir Club athlétique Brive Corrèze Limousin
- Tennis
- Volley-ball : voir Club athlétique Brive Corrèze Volley
- Handball